# Canton de Groix
Le canton de Groix est une ancienne division administrative française, située dans le département du Morbihan et la région Bretagne.

## Composition
Le canton de Groix regroupait la seule commune insulaire de Groix :
| Nom               | Code Insee | Intercommunalité         | Superficie (km2) | Population (dernière pop. légale) | Densité (hab./km2) |
| ----------------- | ---------- | ------------------------ | ---------------- | --------------------------------- | ------------------ |
| Groix (chef-lieu) | 56069      | CA Lorient Agglomération | 14,82            | 2 247 (2014)                      | 152                |

## Histoire
Le canton de Groix a été créé en 1923.
Un nouveau découpage territorial du Morbihan entre en vigueur à l'occasion des élections départementales de 2015. Il est défini par le décret du 21 février 2014, en application des lois du 17 mai 2013 (loi organique 2013-402 et loi 2013-403).
En vertu de ce nouveau découpage, le canton de Groix forme, avec une fraction de la ville de Lorient, le nouveau canton de Lorient-2, dont le bureau centralisateur est basé à Lorient.

## Représentation

### Conseillers généraux de 1923 à 2015
| Période | Période | Identité                     | Étiquette                   | Qualité |
| ------- | ------- | ---------------------------- | --------------------------- | --- |
| 1923    | 1928    | Emile Bihan                  | RG                          | Maître de port et Maire de Groix |
| 1928    | 1940    | Firmin Tristan               | Rad.ind.-RG                 | Capitaine au long cours puis Armateur Président de la Fédération des marins pêcheurs de l'Océan Président du Conseil Général Député (1934-1942) Maire de Groix (1925-1945) Nommé membre de la Commission administrative départementale en 1941 |
|         |         |                              |                             | |
| 1945    | 1982    | Joseph Yvon                  | MRP-JR puis CD puis UDF-CDS | Avocat Député (1946-1951) Sénateur (1959-1983) Conseiller municipal de Lorient, puis maire de Groix (1971-1989) |
| 1982    | 2001    | Dominique Yvon               | RPR                         | Fonctionnaire Maire de Groix (1989-2001) Conseiller régional (1989-2001) |
| 2001    | 2015    | Denise Guillaume-Le Maréchal | RPR puis UMP                | Vice-présidente du Conseil général |

### Conseillers d'arrondissement (de 1923 à 1940)
| Période | Période | Identité                  | Étiquette       | Qualité |
| ------- | ------- | ------------------------- | --------------- | --- |
| 1923    | 1937    | Adolphe Stéphant (?-1938) | URD             | Commerçant au bourg de l'Île de Groix                                                                       |
| 1937    | 1940    | Valentin Moysan           | Union nationale | Premier adjoint au maire de Groix                                                                           |
| 1940    |         |                           |                 | Les conseils d'arrondissement ont été suspendus par la loi du 12 octobre 1940 et n'ont jamais été réactivés |

## Démographie
| 1962  | 1968  | 1975  | 1982  | 1990  | 1999  | 2006  | 2011  | 2012  |
| ----- | ----- | ----- | ----- | ----- | ----- | ----- | ----- | ----- |
| 3 525 | 3 161 | 2 727 | 2 605 | 2 472 | 2 275 | 2 266 | 2 220 | 2 223 |